# Jaroslav Plašil (novinář)
Jaroslav Plašil (* 2. listopadu 1972, Znojmo) je český novinář pracující ve sportovní redakci Českého rozhlasu. Specializuje se především na tenis a fotbal. Ve své více než dvacetileté kariéře se zúčastnil desítek grandslamových turnajů, tím prvním bylo Australian Open v roce 2009. Je držitelem prestižního tenisového ocenění pro novináře, cenu Billie Jean Kingové.

## Život
Plašil se narodil ve Znojmě, dlouhodobě ale žije v severních Čechách. V Českém rozhlase pracuje od roku 2000, nejprve jako regionální sportovní redaktor v Ústeckém kraji, od roku 2007 pak jako člen sportovní redakce Radiožurnálu.
Tenisové dění pokrývá téměř 20 let, od roku 2005 nechyběl jako reportér téměř na žádném turnaji Davis Cupu nebo Billie Jean King Cupu. Právě za své reportování z tohoto sportu obdržel v roce 2021 mediální cenu bývalé tenistky Billie Jean Kingové. „Jaroslav Plašil je respektovaný svými kolegy z médií stejně jako samotnými hráči,“ uvedl při předávání ceny prezident Světové tenisové federace David Haggerty.
Plašil je pravidelně slyšet ve vysílání nejposlouchanější české rozhlasové stanice Radiožurnálu, i její dceřiné sportovní stanice Radiožurnál Sport.